# Charlie’s Tavern

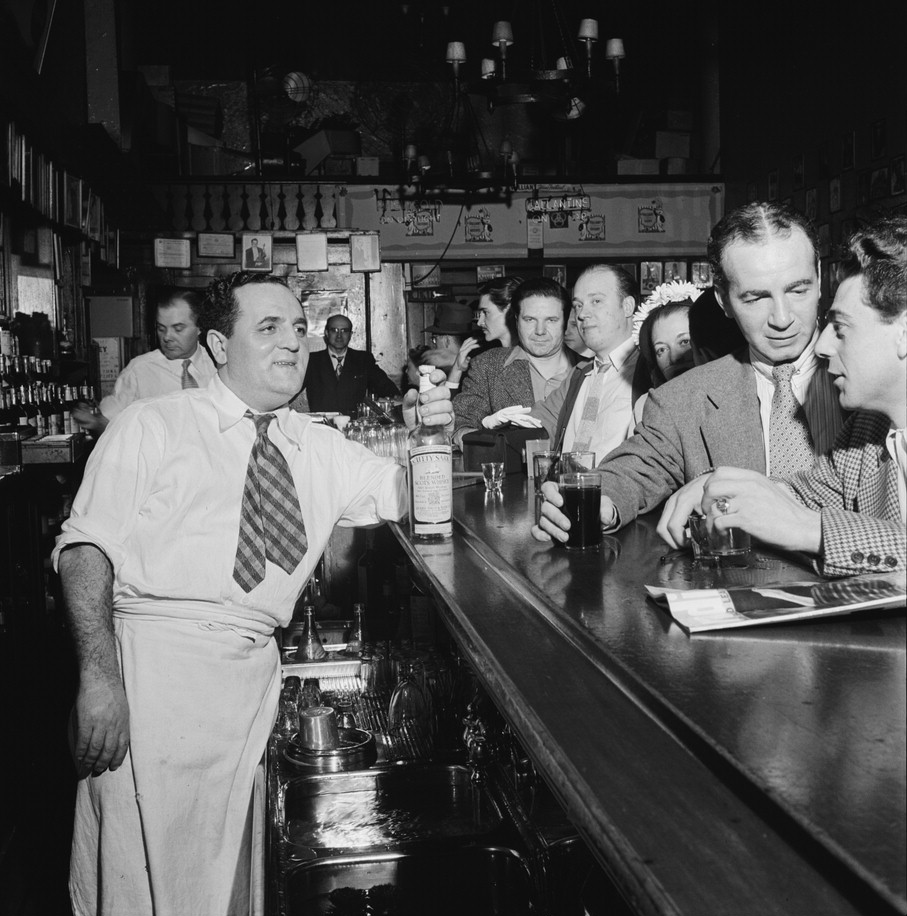
Charlie's Tavern, New York. Fotografie von William P. Gottlieb, entstanden zwischen 1946 und 1948.

Charlie’s Tavern war eine New Yorker Bar, die in den 1940er- und frühen 1950er-Jahren als beliebter Treffpunkt und „inoffizieller Clubraum“ vor allem von Musikern der Bebop-Ära galt.

## Geschichte
Charlie’s Tavern, benannt nach seinem Besitzer Charlie Jacobs, befand sich in der Seventh Avenue zwischen 51st und 52nd Street im Roseland Building, in dem sich auch der Roseland Ballroom befand. Das Lokal war ein beliebter nächtlicher Treffpunkt und Jobbörse von Studio-, Jazzmusikern und den Mitgliedern der großen Swingorchester, unweit der damaligen Jazzclubs der 52nd Street. Dort verkehrten Charlie Parker, Bob Haggart, Mel Lewis, Gene Allen, Danny Bank, Eddie Bert, Sol Schlinger, Manny Albam, Bill Crow, Dave Lambert, Oscar Pettiford, Hal McKusick, Hank Jones, Al Cohn, Zoot Sims, Teddy Charles, Barry Galbraith, Osie Johnson, Joe Puma und der junge Gary Burton.
Milty Wand schrieb einen Song über Charlie's Tavern mit dem Titel „Local 802 and a Half“, was auf die New Yorker Musikergewerkschaft Local 802 anspielte, deren Büro ebenfalls Musikertreffpunkt war. Das Lokal musste Mitte der 1950er-Jahre seine Pforten schließen, als das Roseland Building (51st Street, zwischen Broadway und 7th Avenue) abgerissen wurde und der Roseland Ballroom 1956 sein neues Quartier in der 52nd Street bezog. Al Cohn leitete 1955 ein Charlie's Tavern Ensemble (u. a. mit Billy Byers, Eddie Bert, Hal McKusick, Gene Quill, Joe Newman), mit dem er drei Titel zu der RCA-LP East Coast/West Coast Scene beitrug. Im Jahr 1957 gab es eine Formation namens Charlie's Tavern Jazz All-Stars.

## Galerie

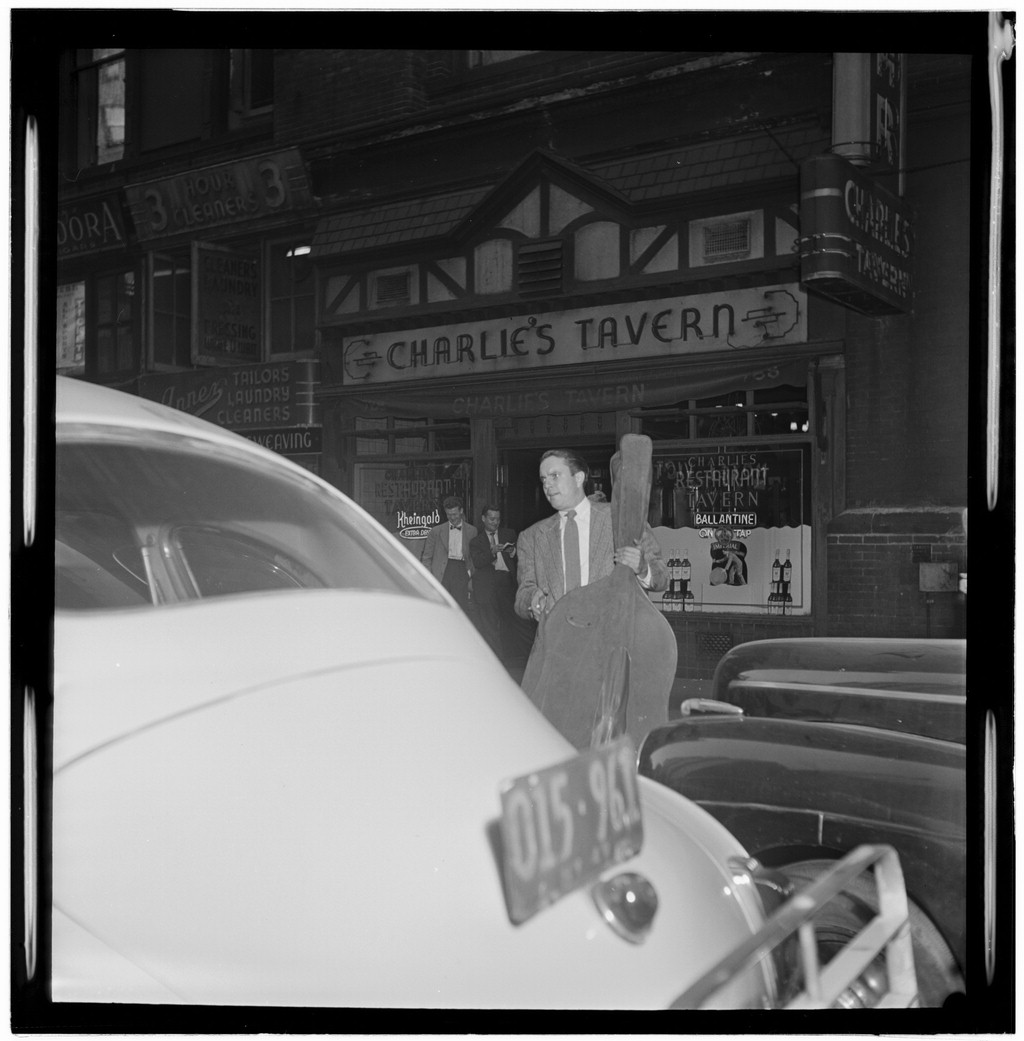
Bob Haggart vor Charlie's Tavern
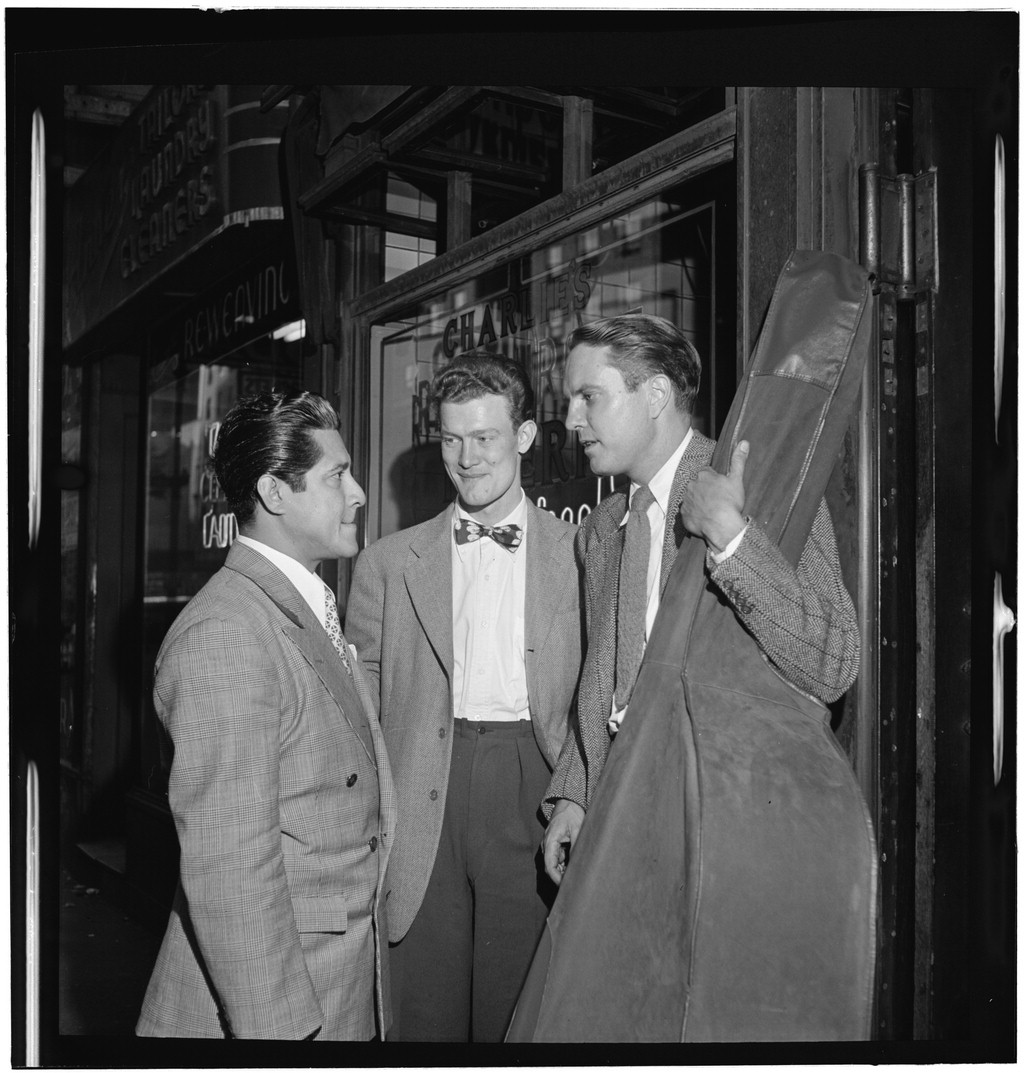
Bob Haggart mit Gästen des Charlie's Tavern
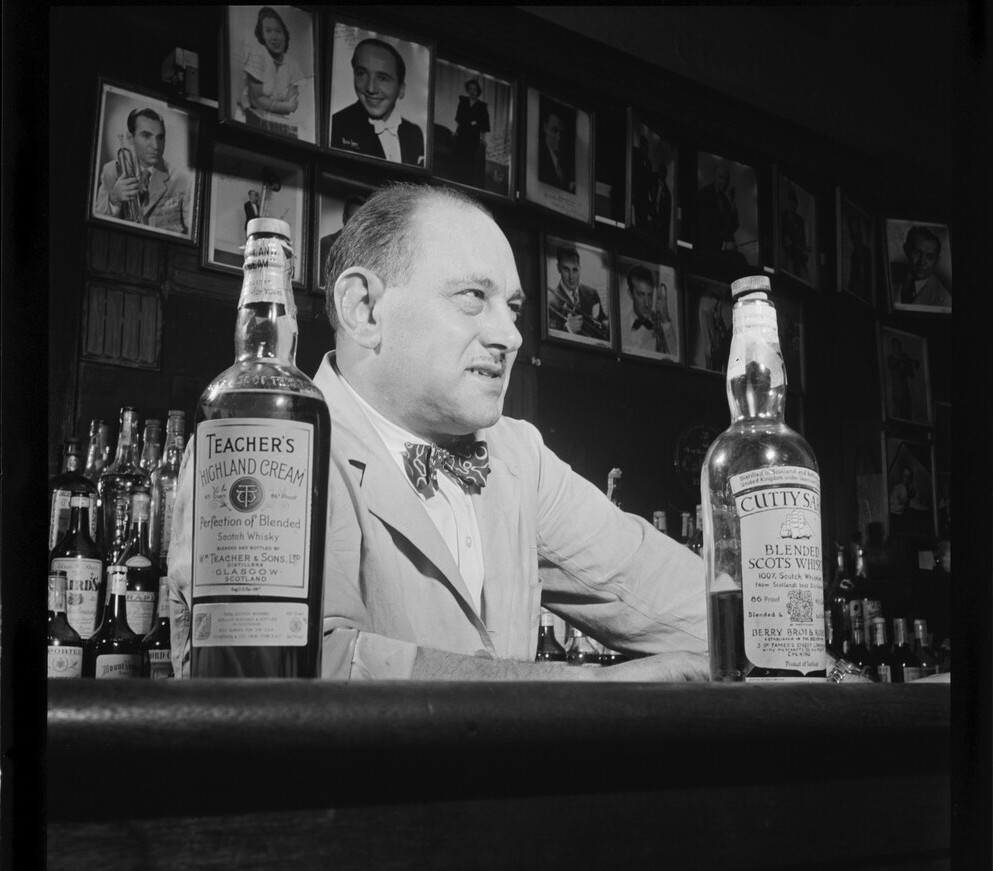
Charlie Jacobs
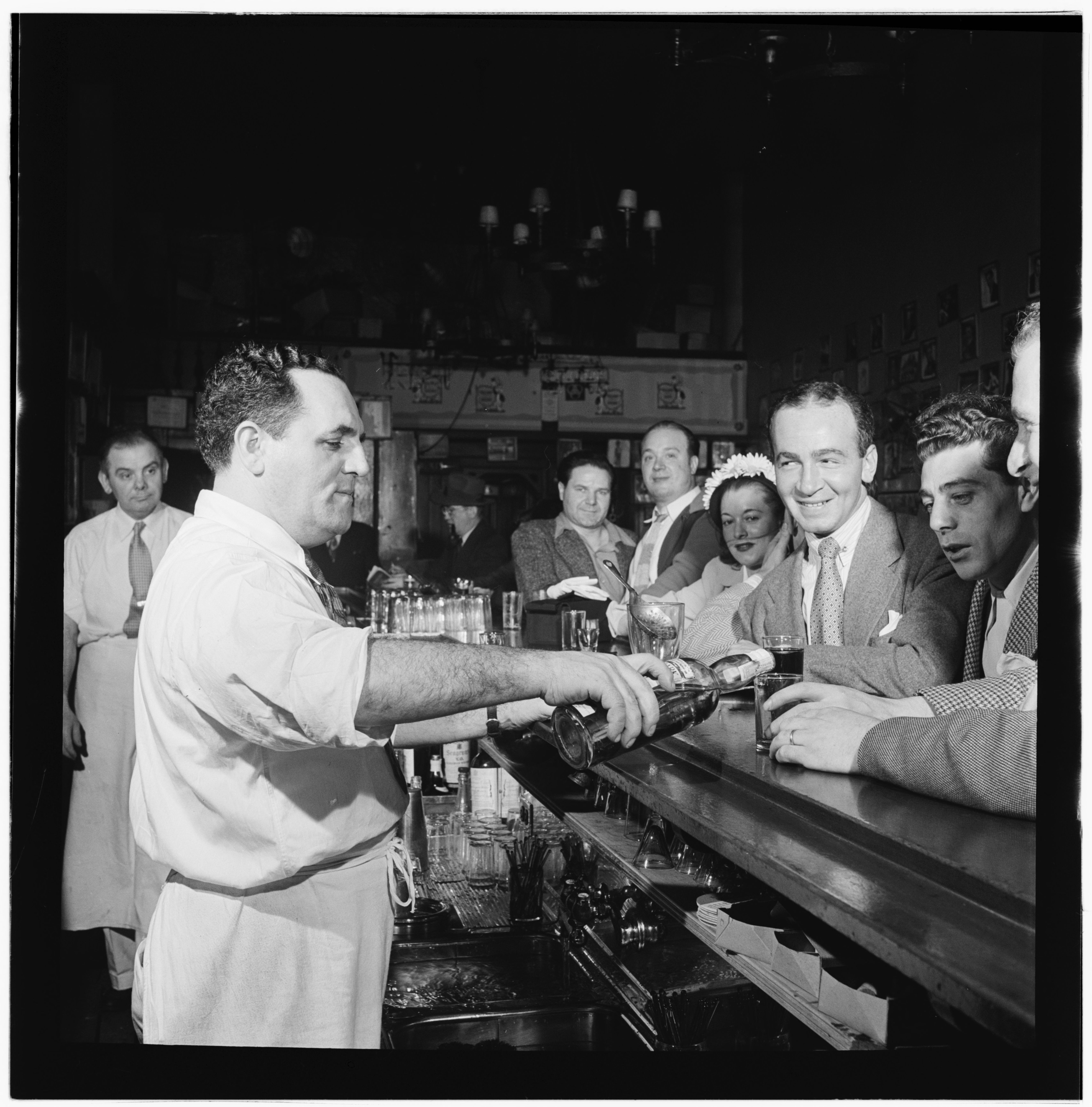
Charlie Jacobs mit Gästen
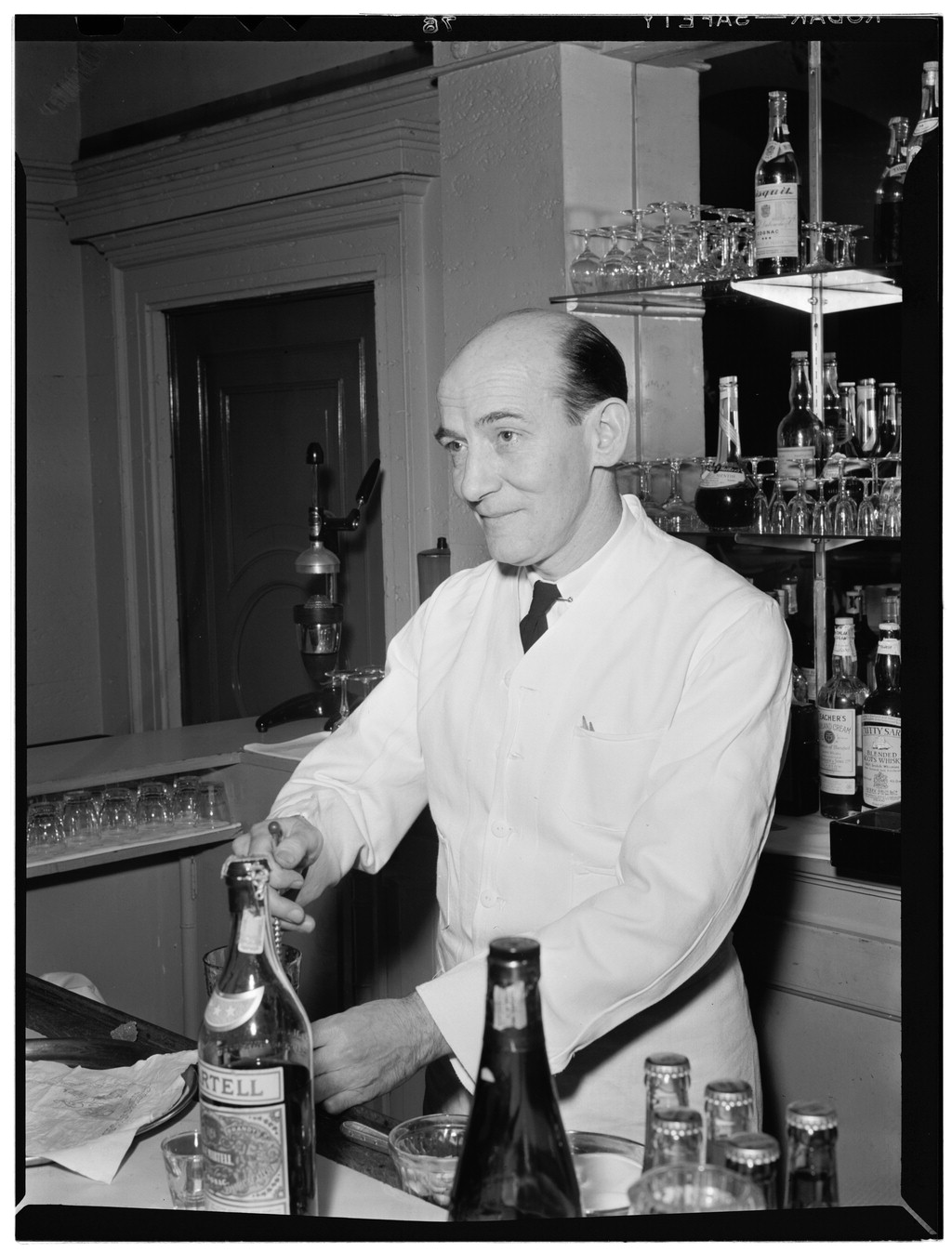
Der Barkeeper von Charlie's tavern, Joe Helbock